# Draft NBA 2019
Il Draft NBA 2019 si è svolto il 20 giugno 2019 al Barclays Center di Brooklyn, New York. Il sorteggio per l'ordine delle chiamate (NBA Draft Lottery) è stato effettuato il 14 maggio 2019. La prima scelta, dei New Orleans Pelicans, è stata Zion Williamson.

## Scelte

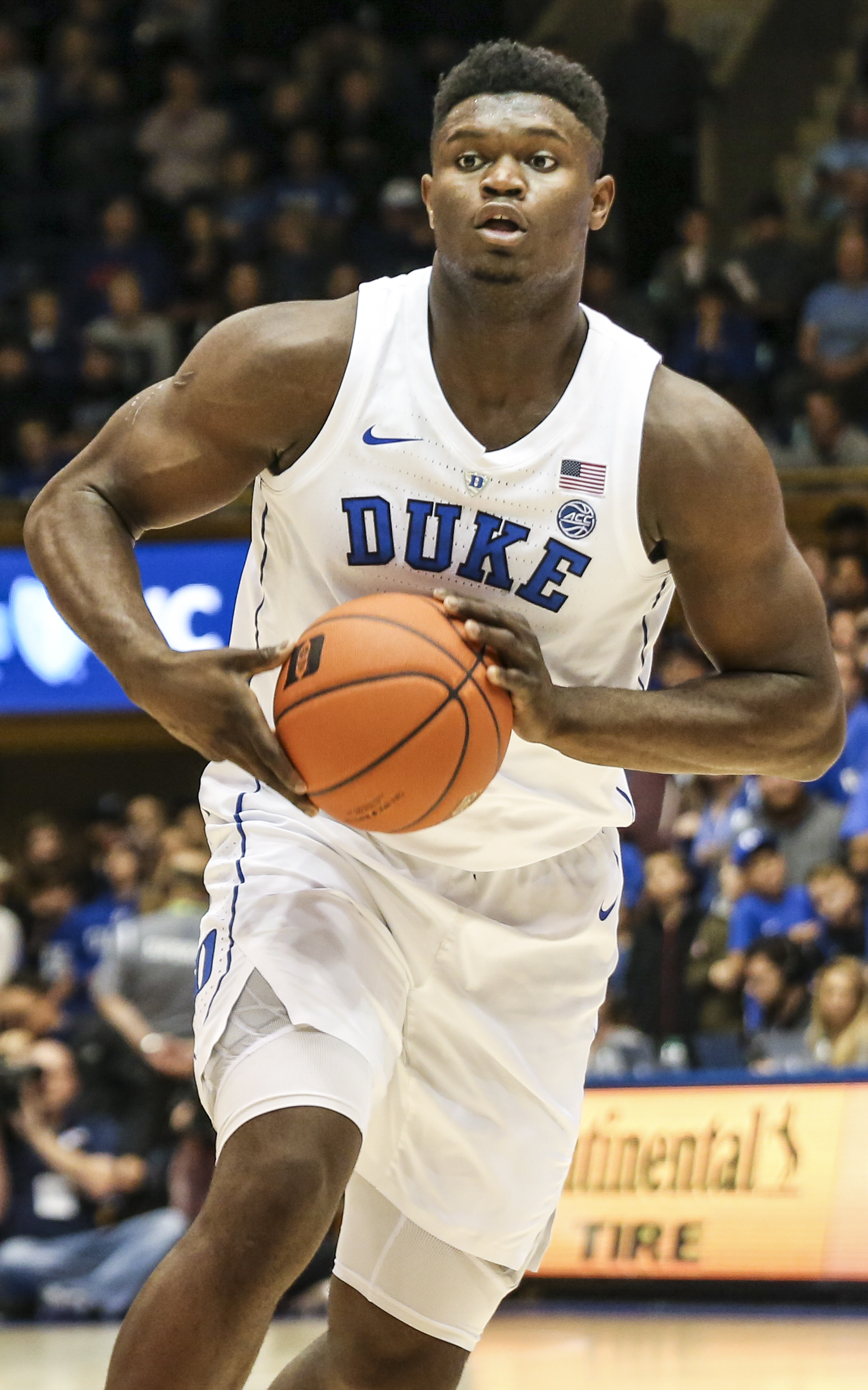
Zion Williamson, prima scelta assoluta dei New Orleans Pelicans. È uno dei tre giocatori di Duke scelti in questo draft.

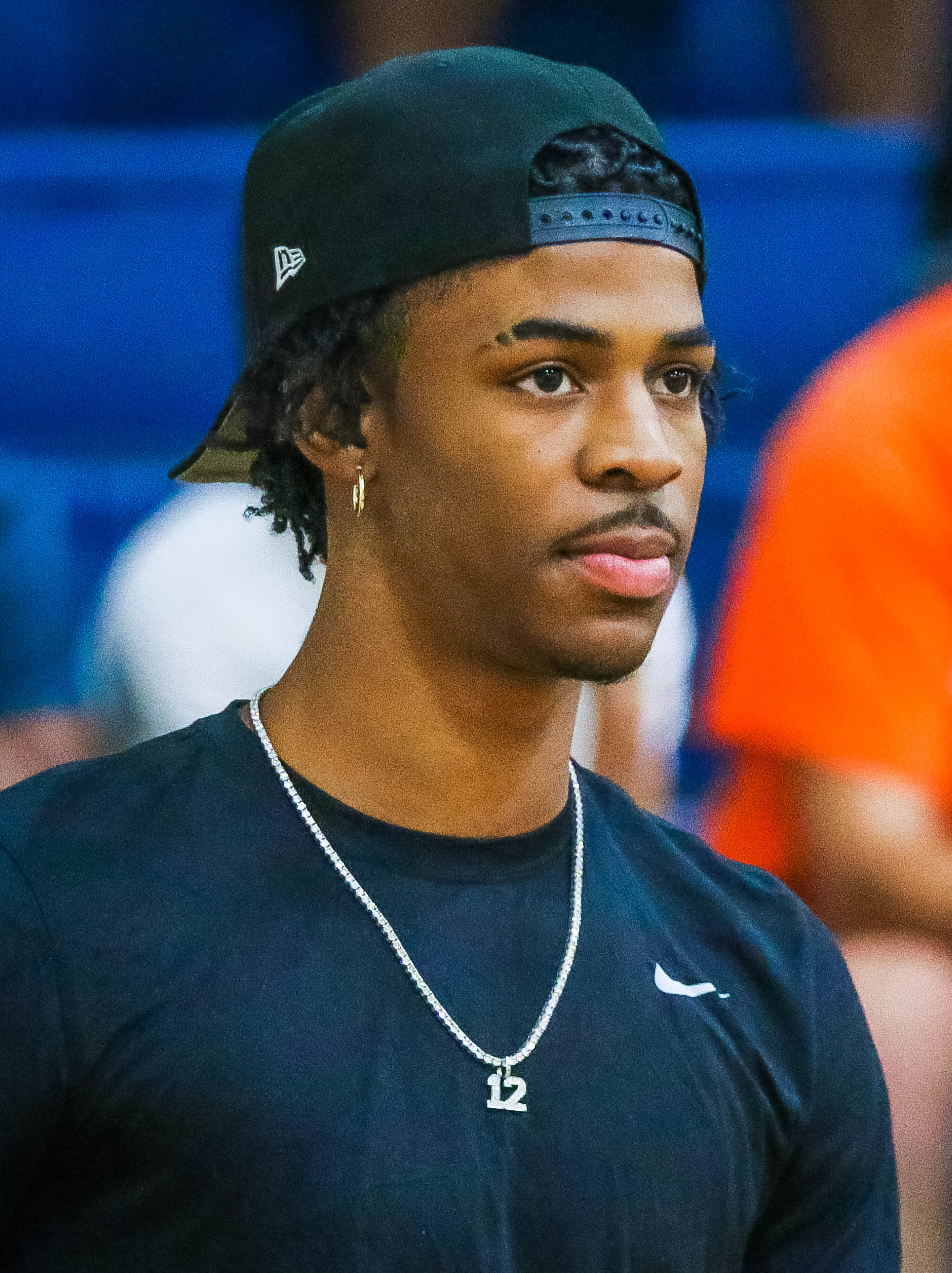
Ja Morant, seconda scelta assoluta dei Memphis Grizzlies e vincitore del titolo di Rookie of the Year.

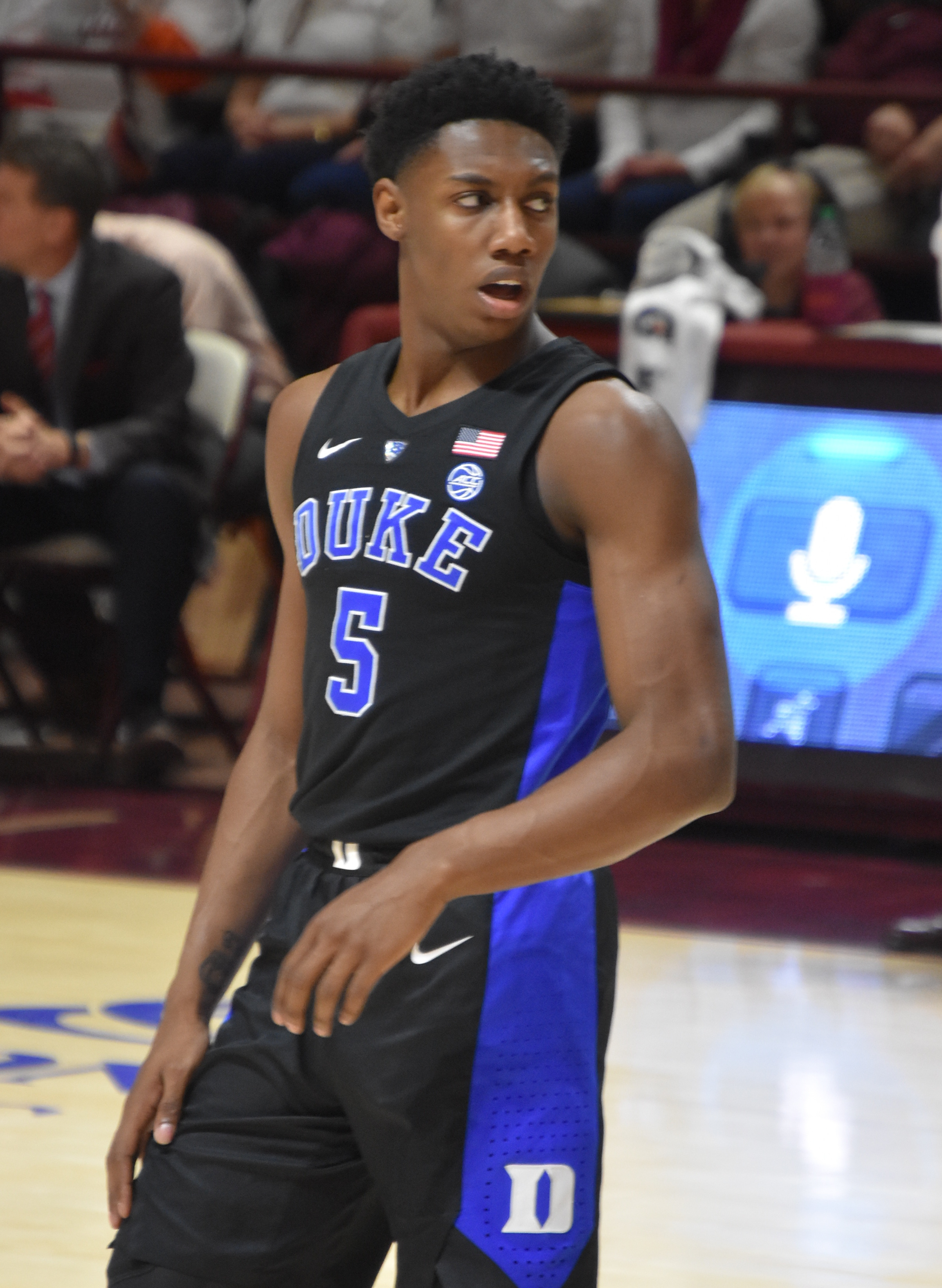
R.J. Barrett, altro giocatore di Duke, terza scelta assoluta dei New York Knicks.

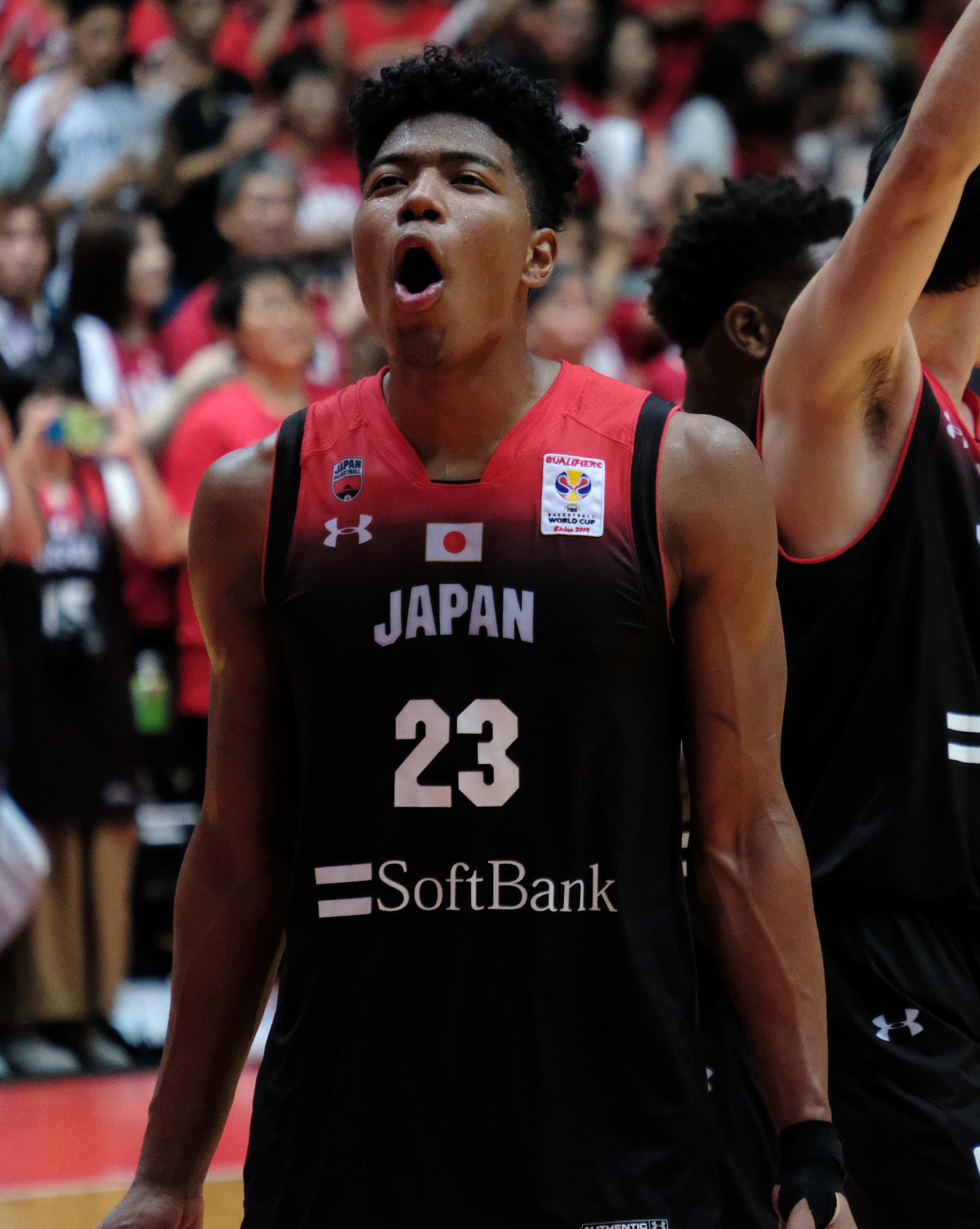
Rui Hachimura, nona scelta assoluta dei Washington Wizards. È il secondo giocatore giapponese ad esser scelto ad un draft NBA ed il primo ad esser scelto al primo giro.

### Giocatori scelti al 1º giro
|   | Indica un giocatore che è stato selezionato per almeno un All-Star Game ed è inserito in un All-NBA Team |
|   | Indica un giocatore che è stato selezionato per almeno un All-Star Game                                  |
|   | Indica un giocatore che è stato inserito in almeno un All-NBA Team                                       |
| * | Indica il giocatore che ha vinto il titolo di Rookie of the Year                                         |
|   | Indica un giocatore che non ha mai giocato una partita in NBA                                            |

| Scelta | Giocatore                | Ruolo | Nazionalità           | Squadra NBA                                                                              | Provenienza         |
| ------ | ------------------------ | ----- | --------------------- | ---------------------------------------------------------------------------------------- | ------------------- |
| 1      | Zion Williamson          | AG    | Stati Uniti           | New Orleans Pelicans                                                                     | Duke                |
| 2      | Ja Morant*               | P     | Stati Uniti           | Memphis Grizzlies                                                                        | Murray State        |
| 3      | R.J. Barrett             | GA    | Canada                | New York Knicks                                                                          | Duke                |
| 4      | De'Andre Hunter          | AP    | Stati Uniti           | Atlanta Hawks                                                                            | Virginia            |
| 5      | Darius Garland           | P     | Stati Uniti           | Cleveland Cavaliers                                                                      | Vanderbilt          |
| 6      | Jarrett Culver           | G     | Stati Uniti           | Minnesota Timberwolves                                                                   | Texas Tech          |
| 7      | Coby White               | P     | Stati Uniti           | Chicago Bulls                                                                            | North Carolina      |
| 8      | Jaxson Hayes             | C     | Stati Uniti           | New Orleans Pelicans                                                                     | Texas               |
| 9      | Rui Hachimura            | AG    | Giappone              | Washington Wizards                                                                       | Gonzaga             |
| 10     | Cam Reddish              | AP    | Stati Uniti           | Atlanta Hawks                                                                            | Duke                |
| 11     | Cameron Johnson          | AG    | Stati Uniti           | Phoenix Suns                                                                             | North Carolina      |
| 12     | P.J. Washington          | AG    | Stati Uniti           | Charlotte Hornets                                                                        | Kentucky            |
| 13     | Tyler Herro              | G     | Stati Uniti           | Miami Heat                                                                               | Kentucky            |
| 14     | Romeo Langford           | G     | Stati Uniti           | Boston Celtics                                                                           | Indiana             |
| 15     | Sekou Doumbouya          | AP    | Guinea Francia        | Detroit Pistons                                                                          | Limoges             |
| 16     | Chuma Okeke              | AG    | Stati Uniti           | Orlando Magic                                                                            | Auburn              |
| 17     | Nickeil Alexander-Walker | G     | Canada                | New Orleans Pelicans                                                                     | Virginia            |
| 18     | Goga Bitadze             | C     | Georgia               | Indiana Pacers                                                                           | Mega Leks           |
| 19     | Luka Šamanić             | AP    | Croazia               | San Antonio Spurs                                                                        | Union Olimpija      |
| 20     | Matisse Thybulle         | G     | Stati Uniti Australia | Boston Celtics                                                                           | Washington          |
| 21     | Brandon Clarke           | AG    | Canada                | Oklahoma City Thunder (Girato poi ai Memphis Grizzlies)                                  | Gonzaga             |
| 22     | Grant Williams           | AG    | Stati Uniti           | Boston Celtics                                                                           | Tennessee           |
| 23     | Darius Bazley            | A     | Stati Uniti           | Utah Jazz                                                                                | Princeton HS        |
| 24     | Ty Jerome                | P     | Stati Uniti           | Philadelphia 76ers                                                                       | Virginia            |
| 25     | Nassir Little            | AP    | Stati Uniti           | Portland Trail Blazers                                                                   | North Carolina      |
| 26     | Dylan Windler            | GA    | Stati Uniti           | Cleveland Cavaliers                                                                      | Belmont             |
| 27     | Mfiondu Kabengele        | AG    | Canada                | Los Angeles Clippers                                                                     | Florida State       |
| 28     | Jordan Poole             | G     | Stati Uniti           | Golden State Warriors                                                                    | Michigan            |
| 29     | Keldon Johnson           | AP    | Stati Uniti           | San Antonio Spurs                                                                        | Kentucky            |
| 30     | Kevin Porter             | G     | Stati Uniti           | Milwaukee Bucks (Girato poi ai Detroit Pistons e successivamente ai Cleveland Cavaliers) | Southern California |

### Giocatori scelti al 2º giro
| Scelta | Giocatore              | Ruolo | Nazionalità                         | Squadra NBA            | Provenienza           |
| ------ | ---------------------- | ----- | ----------------------------------- | ---------------------- | --------------------- |
| 31     | Nicolas Claxton        | AG    | Stati Uniti Isole Vergini Americane | Brooklyn Nets          | Georgia               |
| 32     | KZ Okpala              | A     | Stati Uniti Nigeria                 | Phoenix Suns           | Stanford              |
| 33     | Carsen Edwards         | PG    | Stati Uniti                         | Philadelphia 76ers     | Purdue                |
| 34     | Bruno Fernando         | AG    | Angola                              | Philadelphia 76ers     | Maryland              |
| 35     | Marcos Louzada Silva   | G     | Brasile                             | Atlanta Hawks          | Franca                |
| 36     | Cody Martin            | AP    | Stati Uniti                         | Charlotte Hornets      | Nevada                |
| 37     | Deividas Sirvydis      | G     | Lituania                            | Dallas Mavericks       | Perlas Vilnius        |
| 38     | Daniel Gafford         | AG    | Stati Uniti                         | Chicago Bulls          | Arkansas              |
| 39     | Alen Smailagić         | AG    | Serbia                              | New Orleans Pelicans   | Santa Cruz Warriors   |
| 40     | Justin James           | G     | Stati Uniti                         | Sacramento Kings       | Wyoming               |
| 41     | Eric Paschall          | AG    | Stati Uniti                         | Golden State Warriors  | Villanova             |
| 42     | Admiral Schofield      | AP    | Stati Uniti                         | Philadelphia 76ers     | Tennessee             |
| 43     | Jaylen Nowell          | AP    | Stati Uniti                         | Minnesota Timberwolves | Washington            |
| 44     | Bol Bol                | C     | Sudan Stati Uniti                   | Miami Heat             | Oregon                |
| 45     | Isaiah Roby            | AP    | Stati Uniti                         | Detroit Pistons        | Nebraska-Lincoln      |
| 46     | Talen Horton-Tucker    | G     | Stati Uniti                         | Orlando Magic          | Iowa State            |
| 47     | Iggy Brazdeikis        | AP    | Lituania Canada                     | Sacramento Kings       | Michigan              |
| 48     | Terance Mann           | AP    | Stati Uniti                         | Philadelphia 76ers     | Florida State         |
| 49     | Quinndary Weatherspoon | G     | Stati Uniti                         | San Antonio Spurs      | Mississippi State     |
| 50     | Jarrell Brantley       | AP    | Stati Uniti                         | Indiana Pacers         | College of Charleston |
| 51     | Tremont Waters         | P     | Stati Uniti Porto Rico              | Boston Celtics         | Louisiana State       |
| 52     | Jalen McDaniels        | AG    | Stati Uniti                         | Charlotte Hornets      | San Diego State       |
| 53     | Justin Wright-Foreman  | P     | Stati Uniti                         | Utah Jazz              | Hofstra               |
| 54     | Marial Shayok          | G     | Canada                              | Philadelphia 76ers     | Iowa State            |
| 55     | Kyle Guy               | P     | Stati Uniti                         | New York Knicks        | Virginia              |
| 56     | Jaylen Hands           | P     | Stati Uniti                         | Los Angeles Clippers   | UCLA                  |
| 57     | Jordan Bone            | P     | Stati Uniti                         | New Orleans Pelicans   | Tennessee             |
| 58     | Miye Oni               | G     | Regno Unito Stati Uniti             | Golden State Warriors  | Yale                  |
| 59     | Dewan Hernandez        | AG    | Stati Uniti                         | Toronto Raptors        | Miami                 |
| 60     | Vanja Marinković       | G     | Serbia                              | Sacramento Kings       | Partizan Belgrado     |

## Draft Lottery
La NBA Draft Lottery si è svolta durante i NBA Playoffs, più precisamente il 14 maggio 2019. In questa edizione è stato applicato per la prima volta il nuovo sistema, dove la draft lottery è stata allargata alle prime quattro scelte (prima erano tre), oltre al fatto che le peggiori tre squadre avevano le stesse possibilità di ottenere la prima scelta. Inoltre le squadre con un miglior record, hanno visto incrementate le loro possibilità di ottenere una delle prime quattro scelte, come è successo per New Orleans Pelicans, Memphis Grizzlies e Los Angeles Lakers.
|  | Indica il risultato effettivo della lottery |

| Squadra                | Record 2018–19 | N° di scelte | Probabilità di scelta | Probabilità di scelta | Probabilità di scelta | Probabilità di scelta | Probabilità di scelta | Probabilità di scelta | Probabilità di scelta | Probabilità di scelta | Probabilità di scelta | Probabilità di scelta | Probabilità di scelta | Probabilità di scelta | Probabilità di scelta | Probabilità di scelta |
| Squadra                | Record 2018–19 | N° di scelte | 1ª                    | 2ª                    | 3ª                    | 4ª                    | 5ª                    | 6ª                    | 7ª                    | 8ª                    | 9ª                    | 10ª                   | 11ª                   | 12ª                   | 13ª                   | 14ª                   |
| ---------------------- | -------------- | ------------ | --------------------- | --------------------- | --------------------- | --------------------- | --------------------- | --------------------- | --------------------- | --------------------- | --------------------- | --------------------- | --------------------- | --------------------- | --------------------- | --------------------- |
| New York Knicks        | 17–65          | 140          | .140                  | .134                  | .127                  | .119                  | .479                  | —                     | —                     | —                     | —                     | —                     | —                     | —                     | —                     | —                     |
| Cleveland Cavaliers    | 19–63          | 140          | .140                  | .134                  | .127                  | .119                  | .278                  | .200                  | —                     | —                     | —                     | —                     | —                     | —                     | —                     | —                     |
| Phoenix Suns           | 19–63          | 140          | .140                  | .134                  | .127                  | .119                  | .148                  | .260                  | .071                  | —                     | —                     | —                     | —                     | —                     | —                     | —                     |
| Chicago Bulls          | 22–60          | 125          | .125                  | .122                  | .119                  | .114                  | .072                  | .257                  | .168                  | .022                  | —                     | —                     | —                     | —                     | —                     | —                     |
| Atlanta Hawks          | 29–53          | 105          | .105                  | .105                  | .105                  | .105                  | .022                  | .196                  | .267                  | .088                  | .006                  | —                     | —                     | —                     | —                     | —                     |
| Washington Wizards     | 32–50          | 90           | .090                  | .092                  | .094                  | .096                  | —                     | .086                  | .296                  | .206                  | .038                  | .002                  | —                     | —                     | —                     | —                     |
| New Orleans Pelicans   | 33–49          | 60           | .060                  | .063                  | .067                  | .072                  | —                     | —                     | .197                  | .372                  | .151                  | .016                  | .000                  | —                     | —                     | —                     |
| Memphis Grizzlies      | 33–49          | 60           | .060                  | .063                  | .067                  | .072                  | —                     | —                     | —                     | .312                  | .341                  | .080                  | .005                  | .000                  | —                     | —                     |
| Dallas Mavericks       | 33–49          | 60           | .060                  | .063                  | .067                  | .072                  | —                     | —                     | —                     | —                     | .464                  | .243                  | .029                  | .001                  | .000                  | —                     |
| Minnesota Timberwolves | 36–46          | 30           | .030                  | .033                  | .036                  | .040                  | —                     | —                     | —                     | —                     | —                     | .659                  | .190                  | .012                  | .000                  | .000                  |
| Los Angeles Lakers     | 37–45          | 20           | .020                  | .022                  | .024                  | .028                  | —                     | —                     | —                     | —                     | —                     | —                     | .776                  | .126                  | .004                  | .000                  |
| Charlotte Hornets      | 39–43          | 10           | .010                  | .011                  | .012                  | .014                  | —                     | —                     | —                     | —                     | —                     | —                     | —                     | .861                  | .090                  | .002                  |
| Miami Heat             | 39–43          | 10           | .010                  | .011                  | .012                  | .014                  | —                     | —                     | —                     | —                     | —                     | —                     | —                     | —                     | .906                  | .046                  |
| Sacramento Kings       | 39–43          | 10           | .010                  | .011                  | .012                  | .014                  | —                     | —                     | —                     | —                     | —                     | —                     | —                     | —                     | —                     | .952                  |

1. ↑  Avendo ottenuto la seconda scelta, i Memphis Grizzlies non hanno dovuto cederla ai Boston Celtics.
2. ↑  I Dallas Mavericks hanno ceduto la scelta agli Atlanta Hawks in quanto fuori dalla top-5.
3. ↑  I Sacramento Kings hanno ceduto la scelta ai Boston Celtics (se i Kings avessero avuto la prima scelta, sarebbe invece andata ai Philadelphia 76ers, i quali avrebbero preso la 24ª scelta assoluta dei Boston Celtics).